# Rede Tupi
Rede Tupi (Réseau Tupi en français) était un free to air réseau de télévision brésilien.
Le 18 juillet 1980, en raison de problèmes administratifs et financiers, Tupi a cessé ses émissions et une partie de ses concessions a été révoquée par le gouvernement fédéral. Les actifs du diffuseur ont été acquis par Silvio Santos (fondateur de SBT), Grupo Bloch (fondateur de Rede Manchete, qui s'éteindra en 1999 et verra ses concessions acquises par RedeTV!) et Grupo Abril, qui exploitera MTV Brasil de 1990 à 2013, le remplaçant par Ideal TV puis vendant sa concession en 2015 à Spring Comunicação, qui fondera Loading en 2020, mais verra la vente de la concession annulée en 2020 puis révoquée en 2021, ce qui aboutira au retour d'Ideal TV à sa place.

## Histoire
La centrale, située dans la ville de São Paulo, a été la première chaîne de télévision exploitée dans le pays, inaugurée le 18 septembre 1950 par le journaliste Assis Chateaubriand. Il appartenait à Diários Associados, l'un des plus grands conglomérats de communication du XXe siècle, propriétaire de plusieurs journaux, magazines et radios. Le réseau national a été formé dans les années 1970, ayant comme affiliées les sœurs de Diários Associados. Les centrales étaient TV Tupi São Paulo et TV Tupi Rio de Janeiro. En raison d'une histoire de problèmes administratifs, qui ont entraîné une crise financière, Tupi a vu une partie de ses concessions révoquées par le gouvernement du Brésil en juillet 1980, éteignant le réseau.

### Récupération
Après la fermeture de Rede Tupi, le gouvernement fédéral a transféré les actifs du diffuseur à des hommes d'affaires. Le concours a été ouvert le 23 juillet 1980 et le Grupo Abril (qui exploitera plus tard MTV Brasil), le Grupo Silvio Santos (SBT), le Grupo Bloch (Rede Manchete) et d'autres petites entreprises ont participé au concours. Comme à l'époque, le magazine Veja harcelait le gouvernement avec des critiques, celui-ci décida de transférer, le 23 avril 1981, une nouvelle licence pour la chaîne 4 de São Paulo au groupe Silvio Santos, la chaîne 6 de Rio au groupe Bloch et, à partir de 1985, les autres actifs de la chaîne (bâtiment, équipement et une autre chaîne inutilisée) aux groupes Silvio Santos et Abril.
Le bâtiment de la station a servi de siège à Abril Radiodifusão, qui a généré pendant 23 ans la chaîne MTV Brasil, actuellement diffusée sur la télévision payante directement par Viacom, sous le nom de MTV. Bien qu'il n'ait pas pu obtenir la licence pour la chaîne 4 sur VHF, nécessaire pour mener à bien le projet de création de son réseau de télévision, en janvier 1987, Grupo Abril a obtenu sa chaîne sur UHF. Après avoir obtenu sa propre chaîne et avec la maturité de MTV Brasil sur le marché, Abril Radiodifusão a demandé en 2003 plusieurs licences de retransmission télévisée dans divers endroits du pays. Après une crise rapide au sein du groupe et une chute d'audience énorme, non seulement pour les concurrents directs, mais aussi pour Internet, MTV Brasil a fermé le 30 septembre 2013, laissant la place à Ideal TV, qui était auparavant une chaîne par abonnement, désormais comme diffuseur temporaire, car Abril n'a montré aucun intérêt à maintenir la chaîne. Le 18 décembre 2013, Grupo Abril a annoncé la vente d'Abril Radiodifusão, qui diffuse Ideal TV, à Grupo Spring, qui publie l'édition brésilienne du magazine Rolling Stone,. Les valeurs de la transaction n'ont pas été divulguées, mais selon des sources entendues par le journal Folha de S. Paulo, la vente a été clôturée à environ 350 millions de R$ et a été réalisée par la banque américaine JP Morgan,. La vente a été approuvée par le ministère des Communications et la Cade. Et l'année suivante, par le président par intérim Michel Temer et Gilberto Kassab, alors chef du ministère de la Science, de la Technologie, de l'Innovation et des Communications,.
Spring a fondé Loading en 2020, mais la vente de la concession a été annulée en 2020. Le quatrième panel du Tribunal régional fédéral de la 3ème région aurait annulé en novembre 2020, exactement un mois avant le début de Loading, le transfert des concessions des chaînes de télévision appartenant à Abril Radiodifusão à Spring. En outre, l’Union doit faire une nouvelle offre pour les concessions de l’ancienne MTV Brasil, tout comme le décret du président de l’époque, Michel Temer, signé en octobre 2016, aurait perdu sa validité. La chaîne n'a pu rester à l'antenne que grâce à une injonction demandant la révision de la condamnation demandée par le Ministério Público Federal, accordée par le tribunal. Un nouvel essai du TRF-3 était prévu pour le 22 juillet 2021.
En 1998, Diários Associados a gagné un procès en indemnisation contre le gouvernement fédéral et devra être indemnisé pour l'intervention qui a entraîné la perte de 5 des 7 chaînes d'Emissoras Associadas, qui ne connaissaient pas de difficultés financières à l'époque. Seules TV Tupi à São Paulo et TV Tupi à Rio ont eu des retards de paiement des salaires. Dans le cas de la chaîne 6 de Rio, une grande partie de ses factures était payée par Super Rádio Tupi de Rio, puisque la radio et la télévision faisaient partie de la même dénomination sociale (S/A Rádio Tupi). À l'époque, la loi prévoyait que le gouvernement fédéral devait nommer un intervenant pour prendre en charge l'administration des entreprises en difficulté, éliminant ainsi leurs dirigeants, qui les avaient conduits à la crise à laquelle ils étaient confrontés, et seulement en cas de faillite, ce qui n'a pas eu lieu, la décision prise s'appliquerait, ce qui n'était pas le cas de TV Tupi à São Paulo, ni de TV Tupi à Rio, car leurs actifs, propriétés, équipements, installations, etc., couvraient les dettes existantes. Après avoir obtenu une compensation, Diários Associados a obtenu la concession de la chaîne 9 à Recife et a mené des négociations pour l'achat de Rede Manchete.

### Retour réseau
Le 11 septembre 2024, le site Na Telinha a rapporté qu'un groupe d'hommes d'affaires négocie le retour de TV Tupi, avec un lancement prévu en mars 2025. La programmation, initialement diffusée sur YouTube, s'adresserait aux femmes au foyer de plus de 50 ans, sauvant ainsi la mémoire affective de l'ancien diffuseur. Selon le portail, un studio de São Paulo a été contacté pour la production, et les programmes de l'auditorium seront diffusés en direct depuis un théâtre récemment rénové. Les négociations portent sur les retransmetteurs indépendants et les droits sur le nom TV Tupi,.

## Diffuseurs

### Centrales
- TV Tupi São Paulo - São Paulo (1950–80)
- TV Tupi Rio de Janeiro - Rio de Janeiro (1951–80)

### Succursales
- TV Brasília/Brasília - Chaîne 6 (Actuellement affilié avec RedeTV!)
- TV Itacolomi/Belo Horizonte - Chaîne 4 (Actuellement RedeTV!)
- TV Itapoan/Salvador - Chaîne 5 (Actuellement Rede Record)
- TV Marajoara/Belém - Chaîne 2 (Actuellement avec SBT, une de ses premières stations)
- TV Piratini/Porto Alegre - Chaîne 5 (Actuellement SBT)
- TV Goiânia/Goiânia - Chaîne 4 (Actuellement Rede Record)
- TV Ceará/Fortaleza - Chaîne 2 (Actuellement RedeTV!)
- TV Rádio Clube de Recife/Recife - Chaine 6 (Actuellement RedeTV!)
- TV Vitória/Vitória - Chaine 6 (Affiliés avec Rede Record)
- TV Borborema/Campina Grande - Chaîne 9 (Affiliés avec SBT)

### Affiliés
- TV Sentinela/Óbidos-PA - Chaîne 7 (Actuellement Rede Bandeirantes)
- TV Paraná/Curitiba - Chaîne 6 (Actuellement CNT)
- TV Iguaçu/Curitiba - Chaîne 4 (1978 - 1980) (Actuellement SBT)
- TV Cultura/Florianópolis - Chaîne 6 (Actuellement Record News)
- TV Uberaba/Uberaba-MG - Chaîne 7 (Actuellement Rede Bandeirantes)
- TV Equatorial/Macapá/AP (1979 - 1980) - Chaîne 8 (Actuellement Record News)
- TV Tibagi/Apucarana-PR - Chaîne 11 (Actuellement SBT)
- TV Coroados/Londrina-PR - Chaîne 3 (Actuellement Rede Globo/RPC)
- TV Rio Preto/São José do Rio Preto-SP - Chaîne 8 (Actuellement Chaîne 7 Rede Record)
- TV Esplanada/Ponta Grossa-PR - Chaîne 7 (Actuellement Rede Globo/RPC)
- TV Coligadas/Blumenau-SC - Chaîne 3 (Actuellement Rede Globo/RBS)
- TV Altamira/Altamira-PA - Chaîne 6 (Actuellement Rede Record)
- TV Sergipe/Aracaju-SE (1971 - 1975) - Chaîne 4 (Actuellement Rede Globo)
- TV Atalaia/Aracaju-SE (1975 - 1980) - Chaîne 8 (Actuellement Rede Record)
- TV Baré/Manaus-AM (1972 - 1980) - Chaîne 4 (Actuellement Rede Record)